# Konrad von Boyneburg

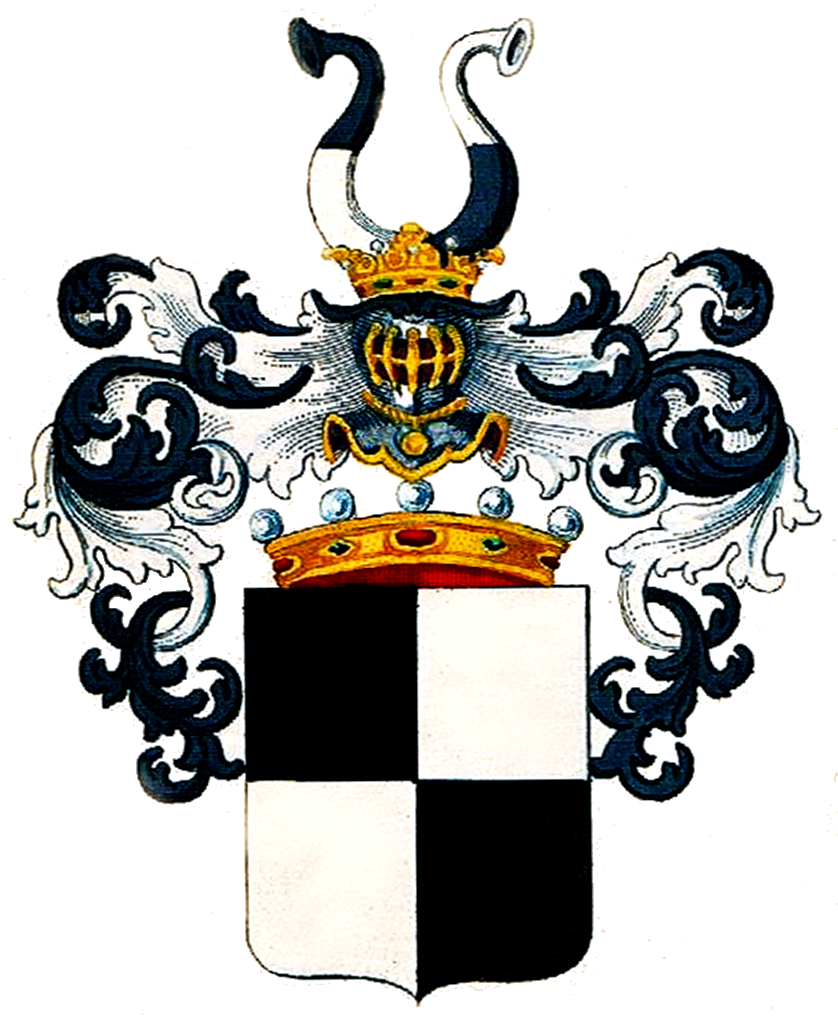
Stemma Boyneburg-Lengsfeld

Konrad von Boyneburg (Bischhausen, 1494 – Schelklingen, 29 giugno 1567) è stato un condottiero tedesco, noto anche come Kurt e "il piccolo Hesse" della famiglia nobile von Boyneburg, fu un capo dei lanzichenecchi dell'imperatore Carlo V.

## Biografia
Nel 1504 Konrad von Boyneburg si unì al contingente del Württemberg come "Junker", che combatté sotto il duca Ulrico di Württemberg per Massimiliano I durante la guerra di successione di Landshut nel 1504/05. Marciò poi contro la Repubblica di Venezia nell'esercito imperiale nel 1505.
Nel 1515 ritornò nel Ringgau, entrò al servizio del langravio Filippo I d'Assia e nel 1519 combatté nell'esercito della Lega Sveva contro il suo ex padrone, il duca Ulrico di Württemberg, che affrontò la rabbia dell'alta nobiltà a causa dell'omicidio di Hans von Hutten e a causa di dispute di proprietà si era trasferito con la Lega Sveva.
Boyneburg incontrò il capitano di campo Georg von Frundsberg e Friedrich von Fürstenberg e probabilmente divenne uno dei loro capitani quando marciarono contro la Francia settentrionale nel 1521. Sickingen, che nel 1522 avrebbe anche assunto questa truppa per combattere contro la Francia, ma poi si mosse contro Treviri , fu posto sotto divieto imperiale nell'ottobre 1522 e soccombette alle ferite il 5 maggio 1523. Con il divieto imperiale, il reggimento di Fürstenberg si fece da parte. Nello stesso anno, il reggimento entrò nel servizio imperiale asburgico , compreso Boyneburg, e combatté con le truppe di Carlo V per la Borgogna francese contro Francesco I di Francia.
Alla fine del 1523, Konrad von Boyneburg lasciò il reggimento e si recò in Tirolo per reclutare lanzichenecchi per il proprio capo. Con questo si riunì alle truppe di Fürstenberg, che si trasferirono in Italia via Milano e Lodi, Cremona e Genova. Nel 1525 si distinse nella battaglia di Pavia. Frundsberg, che comandava un esercito di circa 12.000 mercenari come esercito di soccorso, nominò Boyneburg luogotenente generale e suo vice. 
Dopo aver sconfitto il duca di Urbino nei pressi di Mantova, Boyneburg marciò contro Roma sotto Carlo di Borbone. Quando Frundsberg subì un ictus nel marzo 1526, Boyneburg assunse il comando supremo di 35 truppe di mercenari, con i quali conquistò il Gianicolo e la periferia di Santo Spirito di Roma il 6 maggio 1527, quindi prese d'assalto il ponte di Sisto con 30 piccole truppe. Poiché ai lanzichenecchi tedeschi fu trattenuta la paga e proibito di depredare, scoppiò una rivolta tra loro. Boyneburg, che era stato lui stesso indignato da questi abusi, si trovò incapace di calmare i suoi lanzichenecchi e rassegnò le dimissioni. Il massacro, il saccheggio e la distruzione che seguirono al famigerato sacco di Roma sono stati descritti come la peggiore Roma mai vista dalla caduta dell'Impero Romano.
Nel 1530, dopo aver ripreso il comando e liberato Napoli, Boyneburg tornò in Germania, accompagnò l'imperatore alla Dieta di Augusta e fu nominato "cavaliere d'oro" da Carlo V. Nel 1536 combatté nuovamente contro i francesi al fianco dell'imperatore Carlo V durante la seconda campagna contro Roma. Nel 1542 combatté con successo contro i Turchi e nel 1544 prese parte ad ulteriori battaglie contro la Francia. 
A Schelklingen sposò Susanna von Neuhausen in età matura e fondò così la famiglia che fiorì nella Germania meridionale come baroni di Bem(m)elberg fino all'inizio del XIX secolo. Suo figlio Konrad von Bem(m)elberg "il Giovane" prese inizialmente il pegno di Ehingen, Schelklingen e Berg. Dopo l'annullamento di questo impegno da parte dell'Austria, acquisì il dominio di Hohenburg-Bissingen nel 1568. 
Morì il 29 giugno 1567 a Schelklingen nel palazzo che aveva costruito e fu sepolto nel coro della locale chiesa parrocchiale nel 1567, dove era presente un epitaffio, che non si è conservato. 
Nel 1571, l'imperatore Massimiliano II elevò i suoi discendenti al grado di barone imperiale.